# Gina McKee
Gina McKee (Sunderland, 14 aprile 1964) è un'attrice britannica.
Ha ottenuto il successo internazionale nel film Notting Hill, nel quale recita al fianco di Julia Roberts e Hugh Grant, interpretando la parte di Bella.

## Biografia
Gina McKee è nata a Sunderland; suo padre era un minatore di carbone. Grande tifosa del Sunderland, le è stato chiesto di narrare il documentario sulla squadra Premier Passions. Vegetariana dal 1982, vive a East Dean nell'East Sussex con suo marito Kez Cary, con cui è sposata dal 1989.
La McKee iniziò la sua carriera televisiva con piccoli ruoli marginali, inclusa una parte nel Lenny Henry Show. Il suo debutto cinematografico avvenne nel 1988, quando ottenne una piccola parte nel film di Ken Russell La tana del serpente bianco, con Hugh Grant. Nel 1996 interpretò Mary nello sceneggiato della BBC Our Friends in the North, e per questa interpretazione vinse tre premi come Miglior Attrice nel 1997: il British Academy Television Award per la miglior attrice, il Royal Television Society Award ed il Broadcasting Press Guild Award.
Sul palcoscenico, Gina McKee ha recitato nelle commedie di Harold Pinter The Lover e The Collection al Comedy Theatre di Londra. Nel 2008 ha inoltre partecipato ad una riedizione dell'Ivanov di Cechov. Nel 2002 ha ricevuto un dottorato onorario in Arte dall'Università di Sunderland.

## Filmografia

### Cinema
- La tana del serpente bianco (The Lair of the White Worm), regia di Ken Russell (1988)
- La ragazza dei sogni (The Rachel Papers), regia di Damian Harris (1989)
- Wild: Eva, una bambola e il professore (Wilt), regia di Michael Tuchner (1990)
- Naked - Nudo (Naked), regia di Mike Leigh (1993)
- Element of Doubt, regia di Christopher Morahan (1996)
- The Life of Stuff, regia di Simon Donald (1997)
- Eight, regia di Stephen Daldry – cortometraggio (1988)
- Il colpo - Analisi di una rapina (Croupier), regia di Mike Hodges (1998)
- La perdita dell'innocenza (The Loss of Sexual Innocence), regia di Mike Figgis (1999)
- Wonderland, regia di Michael Winterbottom (1999)
- Notting Hill, regia di Roger Michell (1999)
- Women Talking Dirty, regia di Coky Giedroyc (1999)
- Giovanna d'Arco (Joan of Arc), regia di Luc Besson (1999)
- Jimmy Grimble (There's Only One Jimmy Grimble), regia di John Hay (2000)
- The Zookeeper, regia di Ralph Ziman (2001)
- I sublimi segreti delle Ya-Ya sisters (Divine Secrets of the Ya-Ya Sisterhood), regia di Callie Khouri (2002)
- Eddie Loves Mary, regia di Hannah Rothschild – cortometraggio (2002)
- The Reckoning - Percorsi criminali (The Reckoning), regia di Paul McGuigan (2003)
- Burning the Bed, regia di Denis McArdle – cortometraggio (2003)
- Mickybo & Me (Mickybo and Me), regia di Terry Loane (2004)
- MirrorMask, regia di Dave McKean (2005)
- Greyfriars Bobby, regia di John Henderson (2005)
- Scenes of a Sexual Nature, regia di Ed Blum (2006)
- And When Did You Last See Your Father?, regia di Anand Tucker (2007)
- Espiazione (Atonement), regia di Joe Wright (2007)
- In the Loop, regia di Armando Iannucci (2009)
- An Act of Love, regia di Edward Dick – cortometraggio (2010)
- Jimmy P. (Jimmy P. (Psychotherapy of a Plains Indian)), regia di Arnaud Desplechin (2013)
- Hector, regia di Jake Gavin (2015)
- Taj Mahal, regia di Nicolas Saada (2015)
- Il filo nascosto (Phantom Thread), regia di Paul Thomas Anderson (2017)
- My Policeman, regia di Michael Grandage (2022)
- The End We Start From, regia di Mahalia Belo (2023)

### Televisione
- Quest of Eagles – serie TV, 7 episodi (1979)
- Auf Wiedersehen, Pet – serie TV, episodio 2x06 (1986)
- Unnatural Causes – serie TV, episodio 1x01 (1986)
- Ispettore Morse (Inspector Morse) – serie TV, episodio 1x03 (1987)
- Rockliffe's Babies – serie TV, episodio 1x04 (1987)
- Floodtide – serie TV, episodio 1x04 (1987)
- The Lenny Henry Show – serie TV, 12 episodi (1987-1988)
- 4 Play – serie TV, episodio 1x12 (1990)
- Screen Two – serie TV, episodio 6x06 (1990)
- Drop the Dead Donkey – serie TV, episodio 1x09 (1990)
- Medics – serie TV, episodio 1x06 (1990)
- Smack and Thistle, regia di Tunde Ikoli – film TV (1991)
- Minder – serie TV, episodio 8x05 (1991)
- Paul Merton: The Series – serie TV, episodio 1x03 (1991)
- An Actor's Life for Me – serie TV, 6 episodi (1991)
- In Suspicious Circumstances – serie TV, episodio 4x02 (1994)
- Casualty – serie TV, episodio 9x11 (1994)
- The Treasure Seekers, regia di Juliet May – film TV (1996)
- Our Friends in the North – miniserie TV, 9 puntate (1996)
- Frontiers – serie TV, episodio 1x02 (1996)
- Beyond Fear, regia di Jenny Wilkes – film TV (1997)
- Brass Eye – serie TV, episodi 1x04-1x05-1x06 (1997)
- The Chest, regia di Suri Krishnamma – film TV (1997)
- Mothertime, regia di Matthew Jacobs – film TV (1997)
- The Passion, regia di Catherine Morshead – miniserie TV (1999)
- Dice, regia di Rachel Talalay – miniserie TV (2001)
- The Lost Prince, regia di Stephen Poliakoff – miniserie TV (2003)
- The Forsyte Saga – serie TV, 10 episodi (2002-2003)
- Hallmark Hall of Fame – serie TV, episodio 53x02 (2004)
- The Blackwater Lightship, regia di John Erman – film TV (2004)
- The Baby War, regia di Jamie Payne – film TV (2005)
- The Lavender List, regia di Colin Barr – film TV (2006)
- Tsunami (Tsunami - The Aftermath) – miniserie TV, puntate 01-02 (2006)
- Lewis – serie TV, episodio 1x02 (2007)
- The Street – serie TV, episodi 2x03-2x04 (2007)
- The Old Curiosity Shop, regia di Brian Percival – film TV (2007)
- Fiona's Story, regia di Adrian Shergold – film TV (2008)
- Waking the Dead – serie TV, episodi 8x07-8x08 (2009)
- Dive, regia di Dominic Savage – miniserie TV (2010)
- The Silence, regia di Dearbhla Walsh – miniserie TV, (2010)
- I Borgia (The Borgias) – serie TV, 13 episodi (2011-2013)
- Vera – serie TV, episodio 1x01 (2011)
- Missing – serie TV, 6 episodi (2012)
- Line of Duty – serie TV, episodi 1x01-1x02-1x03 (2012)
- Secret State, regia di Ed Fraiman – miniserie TV (2012)
- Hebburn – serie TV, 12 episodi (2012-2013)
- By Any Means, regia di Charles Palmer, Menhaj Huda e Mark Everest – miniserie TV (2013)
- Emerald City – serie TV, 5 episodi (2017)
- Knightfall – serie TV, episodi 1x07-1x08-1x09 (2018)
- Bodyguard – serie TV, 5 episodi (2018)
- Caterina la Grande (Catherine the Great), regia di Philip Martin – miniserie TV (2019)
- Narciso nero (Black Narcissus) – miniserie TV, puntate 02-03 (2020)

## Doppiatrici italiane
Nelle versioni in italiano delle opere in cui ha recitato, Gina McKee è stata doppiata da:
- Francesca Fiorentini in Nothing Hill, Narciso nero
- Claudia Razzi in Jimmy Grimble
- Germana Pasquero in I Borgia (st. 1)
- Maddalena Vadacca in I Borgia (st. 2-3)
- Roberta Pellini in Bodyguard, Taj Mahal
- Cinzia De Carolis in MirrorMask
- Emanuela Rossi in Jimmy P.
- Tiziana Avarista in The Reckoning - Percorsi criminali
- Anna Cesareni in Caterina la Grande
- Franca D'Amato in My Policeman
- Monica Ward in La tana del serpente bianco
- Beatrice Margiotti in La tana del serpente bianco (ridoppiaggio)
- Barbara Castracane in Espiazione
- Claudia Catani in Knightfall
- Rossella Acerbo in Tsunami
- Fabiana Aliotti in Mickybo & Me
- Cristiana Lionello in Missing